# Orlické hory - sever
Orlické hory - sever este o arie protejată (arie specială de conservare — SAC, sit de importanță comunitară — SCI) din Republica Cehă întinsă pe o suprafață de 941,63 ha, integral pe uscat.

## Localizare
Centrul sitului Orlické hory - sever este situat la coordonatele 50°20′16″N 16°21′41″E / 50.337778°N 16.361389°E.

## Înființare
Situl Orlické hory - sever a fost declarat sit de importanță comunitară în aprilie 2005 pentru a proteja 1 specie de plante. Situl a fost protejat și ca arie specială de conservare în iulie 2012.

## Biodiversitate
Situată în ecoregiunea continentală, aria protejată conține 5 habitate naturale: Liziere de ierburi înalte hidrofile de câmpie și de nivel montan până la alpin, Fânețe montane, Păduri de fag Asperulo-Fagetum, Păduri acidofile de Picea de la nivel montan la nivel alpin (Vaccinio-Piceetea), Păduri de fag Luzulo-Fagetum.
La baza desemnării sitului se află o specie protejată de  plante: Gentianella bohemica.